# Верхнебоевская волость
Верхнебоевская волость — административно-территориальная единица в составе Кромского уезда Орловской губернии. Располагалась на северо-западе уезда. Административный центр — село Верхняя Боевка.

## История
Была образована в ходе реформы 1861 года.
Упразднена в 1920-е годы в связи с введением районного деления.
Ныне территория волости разделена между Кромским и Сосковским районами Орловской области.

## Населенные пункты
В 1880 году на территории волости располагалось 12 населённых пунктов (список неполный):
- Верхняя Боевка (село)
- Алпеево
- Апальково (село)
- Гнилое Болото
- Нижняя Боевка
- Костеевка
- Прилепы
- Сухое
- Холодово